# Nintendo
Nintendo (Japans: 任天堂 "Nintendō") is een bedrijf dat is opgericht in Kyoto, Japan door Fusajiro Yamauchi op 23 september 1889.
Nintendo begon als fabrikant van handgemaakte hanafuda-kaarten, voor gebruik in een gelijknamig Japans kaartspel. In de tweede helft van de twintigste eeuw begon het bedrijf te experimenteren met andere producten, waaronder speelgoed. Via speelgoed belandde Nintendo bij computerspellen: in de jaren zeventig van de 20e eeuw begon het bedrijf met het ontwikkelen en produceren van coin-opmachines oftewel speelapparaten. In 1980 bracht Nintendo zijn eerste draagbare console uit: de Nintendo Game & Watch.

## Geschiedenis

### Speelkaarten 1889-1969

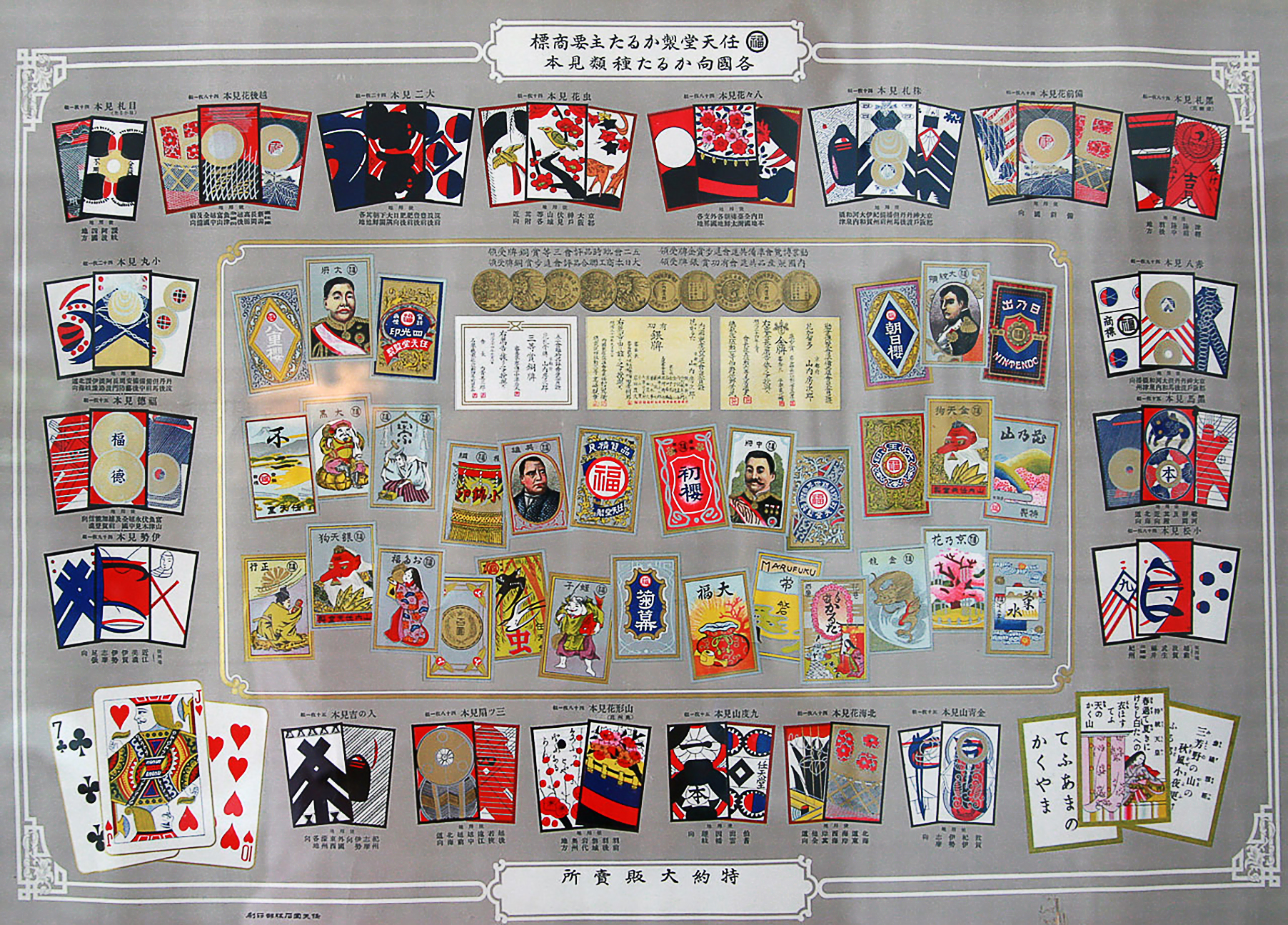
Poster van het begin van de jaren 1890 met een overzicht van alle speelkaarten die Nintendo destijds produceerde.

Het verhaal van Nintendo begon bij Yamauchi, een kunstenaar uit de Meijiperiode. Hij maakte karuta, speelkaarten, en richtte zich daarbij vooral op de traditionele Japanse hanafuda-kaarten. Hanafuda-kaarten zijn kleiner en dikker dan hun Westerse tegenhangers en staan vol met kleurrijke afbeeldingen. Oorspronkelijk werden deze symbolische afbeeldingen op schelpen geschilderd. Een hanafuda-spel telt 48 kaarten. Met die kaarten konden tal van spelletjes gespeeld worden van verschillende moeilijkheidsgraden. In Meiji 22 (1889) richtte Yamauchi het bedrijf Nintendo Koppai op om zijn handgemaakte kaarten te produceren en te verkopen. De kanji-tekens die hij koos voor zijn bedrijf (任天堂) kunnen vrij vertaald worden als “laat geluk over aan de hemel”. De hanafuda-kaarten van Nintendo werden al gauw de populairste in de regio rond Kyoto. Andere regio’s hadden vaak andere symbolen op de kaarten. Echt grote winsten maakte Nintendo pas toen de kaarten meer en meer voor gokken gebruikt werden. Vooral bij de Yakuza was het spel ontzettend populair. Professionele spelers begonnen met elk nieuw spel ook met een nieuw deck en Yamauchi moest weldra assistenten in dienst nemen om de kaarten in massa te produceren. De naam van het bedrijf werd veranderd naar Marufuku Company.
Yamauchi breidde zijn bedrijf in 1907 verder uit door het eerste Japanse bedrijf te worden dat ook Westerse speelkaarten produceerde. Speelkaarten van Nintendo werden nu over heel het land verkocht. Yamauchi had geen zoon om het bedrijf in familiehanden te houden en zijn dochter moest trouwen met iemand die het bedrijf later zou overnemen. Dit werd Sekiryo Kaneda. Sekiryu nam de naam van zijn vrouw over om in 1929 het bedrijf over te nemen van Fusajiro Yamauchi en president van het bedrijf te worden.
Sekiryo Yamauchi en zijn vrouw Tei hadden ook enkele dochters. Hun oudste dochter trouwde met Shikanojo Inaba, die op zijn beurt de Yamauchi familienaam overnam. In 1927 kregen ze een zoon, Hiroshi. Tegen de verwachtingen in nam Shikanojo de familiezaak echter niet over, hij ging weg en liet zijn vrouw en kind achter. Hiroshi werd opgevoed door zijn strenge grootouders. Er waren plannen om Hiroshi naar de universiteit te sturen, maar toen de oorlog uitbrak werden die plannen opzij geschoven. In die jaren leidde zijn grootmoeder Tei Nintendo alsof er niets aan de hand was. Ze had ook altijd geweigerd om Hiroshi  in het leger te sturen. Toen de oorlog uitbrak was Hiroshi nog te jong en tegen de tijd dat hij wel oud genoeg was, had het tij zich gekeerd en was het duidelijk dat Japan de oorlog niet zou winnen. Na de oorlog, in 1945, is Hiroshi alsnog rechten gaan studeren aan de Waseda Universiteit. Toen zijn grootvader stierf in 1949 moest Hiroshi zijn studies stopzetten om president te worden van het bedrijf.
De werknemers vreesden voor het gebrek aan ervaring van hun nieuwe, jonge president en Hiroshi ontsloeg ook vrijwel alle managers die zijn grootvader in dienst had. Hij wilde dat er niemand was die zijn autoriteit kon betwisten. In 1951 veranderde hij de naam van het bedrijf naar Nintendo Karuta. Twee jaar later waren ze het eerste bedrijf in Japan dat speelkaarten produceerde met een plastic beschermlaagje. In 1959 sloot Hiroshi Yamauchi, achterkleinzoon van Fusajiro en huidig voorzitter van Nintendo, een overeenkomst met Disney, om kaarten te maken met Disney-figuren erop. Nintendo verkocht miljoenen pakken van de kaarten, en de opbrengst zorgde ervoor dat Nintendo andere producten kon gaan maken.

### Speelgoed en de eerste videospellen 1969-1977

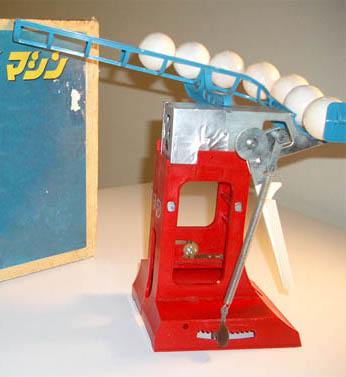
Nintendo Ultra Machine.

Omdat er weinig mogelijkheden waren om nog verder te groeien in de speelkaartenbranche wordt de naam veranderd van Nintendo Karuta naar Nintendo company , ltd Nintendo probeerde onder meer een soort instant rijst op de markt te brengen. Deze hadden echter weinig succes en er werd dan ook besloten om zich te beperken tot de industrie die Nintendo het beste kende: de entertainmentindustrie.
In 1969 opende Nintendo een eerste onderzoek- en ontwikkelingscentrum dat zich moest bezighouden met het ontwikkelen van spellen. Hier wordt ook Gunpei Yokoi in dienst genomen die een diploma elektronica op zak had. Hij was verantwoordelijk voor het ontwikkelen van Nintendo’s eerste speelgoed: de Ultra Hand. Een soort toestel dat weinig meer kon dan dingen grijpen. Yokoi zou nog achter vele elektronische uitvindingen van Nintendo staan en ook veel van de latere consoles. De Ultra Hand werd gevolgd door nog tal van elektronische apparaten waarvan sommige al meer succes hadden dan andere. Zo waren er bijvoorbeeld de Ultra Machine, wat een soort van baseballsimulator was, en de Love Tester die aangaf hoeveel ‘liefde’ er tussen de twee spelers zou zijn.
Een van de eerste grote successen was de Beam Gun, een soort speelgoedpistool waarmee met lichtstralen op een aantal doelwitten kon worden geschoten. Er zijn meer dan een miljoen exemplaren van verkocht. De elektronische spelletjes kwamen nu echt op gang en de productie van hanafuda-kaarten was nu nog slechts een van de kleinere afdelingen binnen Nintendo. In 1973 werd de technologie achter de Beam Gun gebruikt voor de allereerste laser-schiettent, die haar deuren opende in Kyoto. Een tijd lang waren de schiettenten een enorm succes en werden ze zelfs naar het Westen geëxporteerd.
Toen ook Japan last kreeg van de oliecrisis van 1973 had dit ook een grote impact op Nintendo. De schiettenten liepen immers leeg want de bevolking had niet voldoende middelen om hun geld aan zulke vormen van entertainment te geven. Het was in die tijden van crisis dat Nintendo ook voor het eerst hoort van de opkomende industrie in het Westen: die van de allereerste echte videogames. Door een samenwerking met Mitsubishi om de nodige technologie te kunnen produceren was Nintendo in 1977 klaar om hun eerste videogame en bijbehorende systeem op de markt te brengen: Color TV Game, een variatie op Pong waarvan Nintendo meer dan drie miljoen exemplaren verkocht.

### Van Game & Watch tot NES 1977-1988
1977 was het jaar waarin Shigeru Miyamoto bij Nintendo kwam werken. Hij was pas afgestudeerd binnen industrieel design en de eerste kunstenaar die Nintendo in dienst nam om het uitzicht van de videogames te ontwerpen. Het belang van Miyamoto voor het succes van Nintendo valt moeilijk te onderschatten. Het zijn de franchises van Miyamoto die de consoles deden verkopen en ook die ontwierp hij mee, zo was hij mede verantwoordelijk voor het ontwerp van de Wii. Miyamoto baseerde zich op de avonturen die hij in de natuur rond zijn geboortedorp Sonobe, in de buurt van Kyoto, beleefde in zijn kindertijd.
In 1980 bracht Nintendo de Game & Watch-spellen op de markt die meteen een groot succes waren. Ze waren gebaseerd op rekentoestellen die klein en goedkoop geproduceerd konden worden en hadden een digitale klok. Sommige hadden twee schermen. Het waren handheldversies van arcadegames, een alternatief voor wie geen pc of een Atari kon betalen. Deze game & watch-spellen waren door Gunpei Yokoi bedacht. Yokoi was ook het brein achter de Gameboy en verantwoordelijk voor een reeks spellen voor de speelhal. Dat jaar richtte Minoru Arakawa, schoonzoon van Hiroshi Yamauchi, hij Nintendo of America (NOA) op om zich ook op de Amerikaanse gamemarkt te kunnen concentreren.

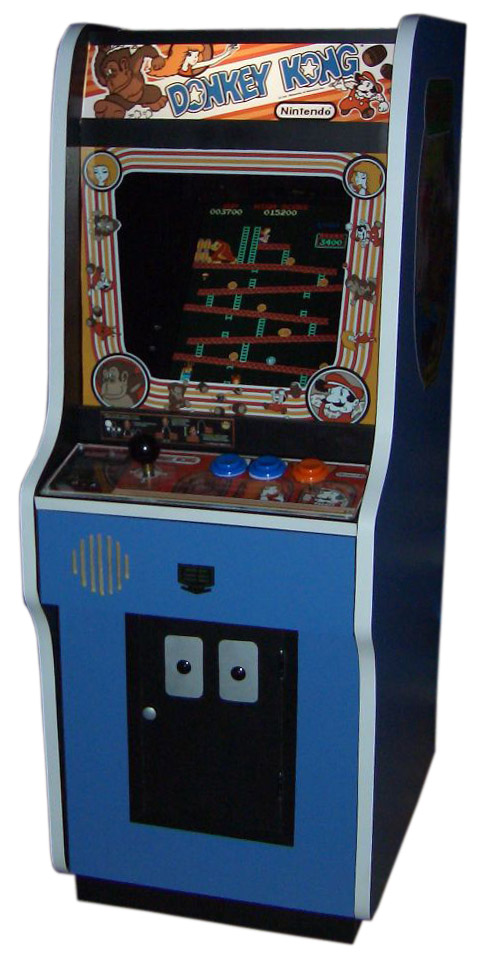
Donkey Kong arcadespel.

Een jaar later werd aan Shigeru Miyamoto gevraagd een arcadespel te ontwerpen dat de naam Donkey Kong zou krijgen. Voor het eerst was het een kunstenaar en niet een ingenieur of een programmeur die een spel ontworpen had, dat er een werd met een verhaal en humor. Donkey Kong was na alle doolhofspellen (zoals Pac-Man) en shooters in de ruimte ook een nieuw genre: dat van de platforms, spellen waarbij de speler door een wereld moet raken door over hindernissen te springen en obstakels te ontwijken. In Donkey Kong klimt de speler de Italiaanse timmerman Jumpman (die later zal omgevormd worden tot de loodgieter Mario) omhoog langs ladders en springt hij over vaten om het meisje te redden van de grote aap Donkey Kong. Er ontstonden wel juridische problemen doordat Donkey Kong te veel op King Kong zou lijken (waar toen ook net een spel over gemaakt werd). Nintendo won echter het proces dat Universal tegen het bedrijf aanspande omdat 'kong' Japans is voor 'aap'. Nintendo mocht Donkey Kong blijven verkopen.
Nintendo brengt in 1984 de Famicom (Family Computer) uit in Japan, hun eerste console. Er waren wel problemen met een aantal spellen die de console zouden doen crashen waarbij Yamauchi de verrassende beslissing nam om ze allemaal terug te roepen en te vervangen door consoles waarbij de fout niet voorkwam. Zo verloor Nintendo aanvankelijk wel miljoenen maar hun zet loonde zich later en zorgde voor veel vertrouwen bij de consumenten. Yamauchi vond het beschermen van de reputatie van Nintendo veel belangrijker dan snelle winst. De Famicom kende in Japan ook een enorm succes, hiermee was Nintendo pas echt uitgegroeid naar een game-bedrijf op wereldschaal dat op dat ogenblik ook weinig concurrentie had. De Famicom had een revolutionaire controller, afgeleid uit de Game & Watch-spellen, die beter in de hand lag dan de voorgaande en die de basis zou zijn voor vele latere consoles.

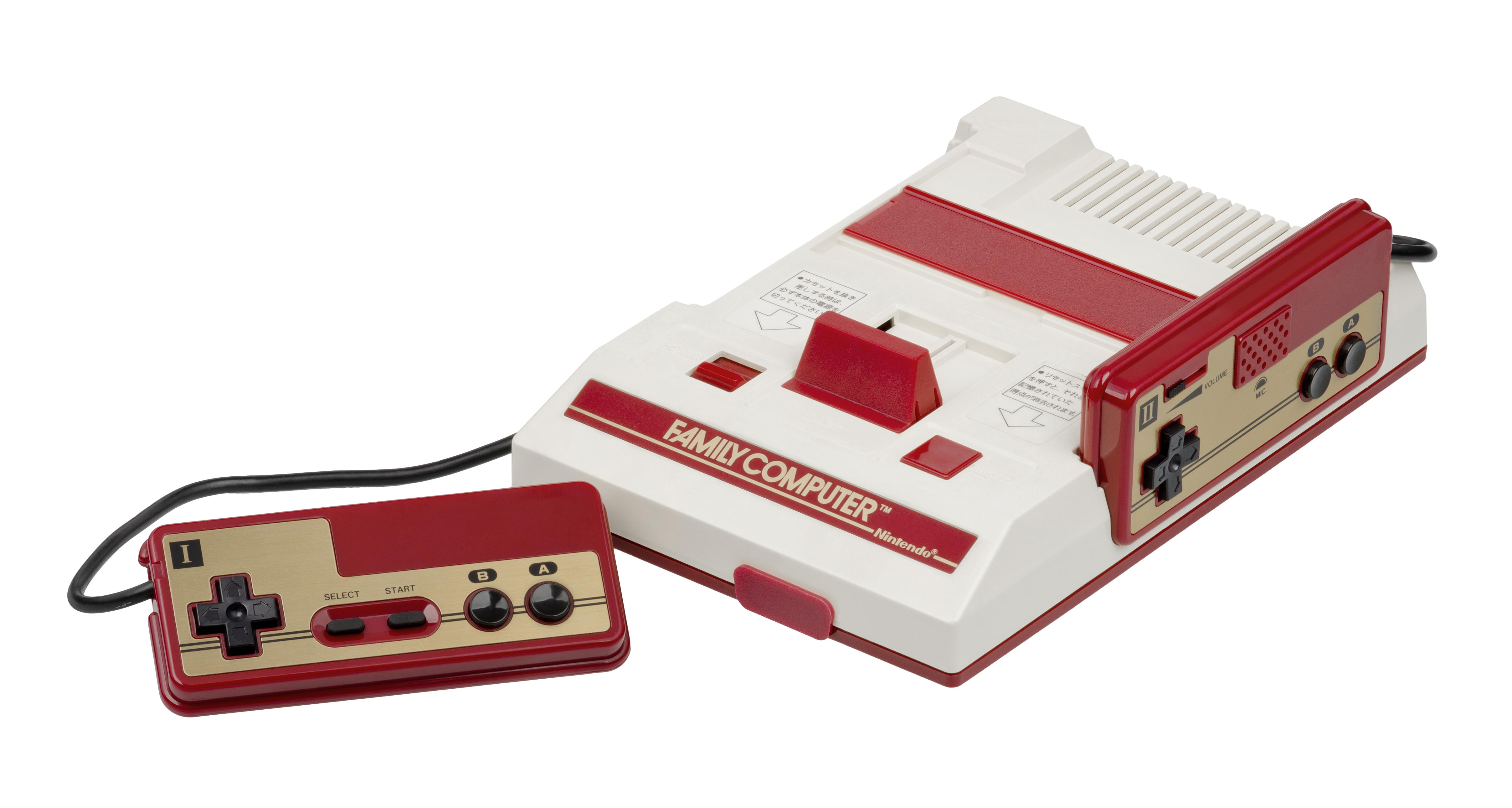
Famicom consoleset.

Nintendo zegt de Amerikaanse videogamemarkt, die gecrasht is in 1983, te zullen herstarten met het uitbrengen van de Amerikaanse versie van de Famicom die NES (Nintendo Entertainment System) zal heten. In 1985 wordt de NES als test gelanceerd in New York, wat beschouwd werd als de moeilijkste markt. Er is veel scepsis tegenover deze nieuwe Japanse console en Minoru Arakawa beloofde winkels alle onverkochte producten terug te kopen. Dit was echter niet nodig want de NES raakte bijna overal uitverkocht. Een jaar later werd NES over heel America uitgebracht. Ook het spel Super Mario Bros werd gelanceerd, een nieuw spel van Miyamoto waarin Jumpman uit Donkey Kong terugkeerde als de loodgieter Mario die de prinses gaat redden uit de klauwen van de schurk Bowser. Yamauchi zelf besliste welke games er zouden verschijnen en welke niet, met veel succes zo bleek, ook al speelde hij zelf helemaal geen videogames.
Miyamoto bracht in 1987 weer vernieuwing met The Legend of Zelda. Dit was geen sidescroller maar een spel dat meer van bovenaf bekeken werd. De speler kon verschillende kanten uit en vrij de wereld verkennen. Het is ook het eerste spel met een interne batterij waarop de voortgang opgeslagen kon worden. Omdat Nintendo vreesde dat het spel misschien te moeilijk zou kunnen worden voor sommige spelers werd er een instructieboekje en een gratis hulpnummer bij geleverd. Dat nummer kende veel succes en mensen belden met vragen over alle Nintendo-games. Tegen 1990 waren er meer dan 200 mensen die werkten voor de telefonische hulplijn, tijdens vakanties waren dat er 500.
Nintendo zei in 1988 dat er een wereldwijd tekort aan onderdelen voor Famicom en NES-cartridges is. Dat zorgde ervoor dat bijna alle Nintendo-games overal uitverkocht raakten. Dit is een van de redenen dat alle 50 staten van Amerika en het District of Columbia een proces aanspanden tegen Nintendo. Nintendo zou ook winkels bedrogen hebben wanneer ze meer dan 6 cent korting gaven en concurrentie volledig uitsloten (Nintendo zorgde ervoor dat hun console enkel de spellen die zij goedkeurden kon spelen). Het resultaat was echter niet bepaald in het nadeel van Nintendo, ook al verloren ze de zaak. Ze gingen ermee akkoord om kortingsbonnen van 5 dollar te geven aan iedereen die een NES gekocht had. Dit zorgde er echter voor dat de oude spelletjes, waar de korting op van toepassing was, verkocht werden. Mensen konden intussen in de winkel ook de nieuw uitgebrachte console zien. Nintendo zal zijn strikte licentiebeleid uiteindelijk wat moeten versoepelen en toestaan dat licentiehouders ook hun eigen cartridges ontwikkelen.

### Van Game Boy en verder 1989-heden

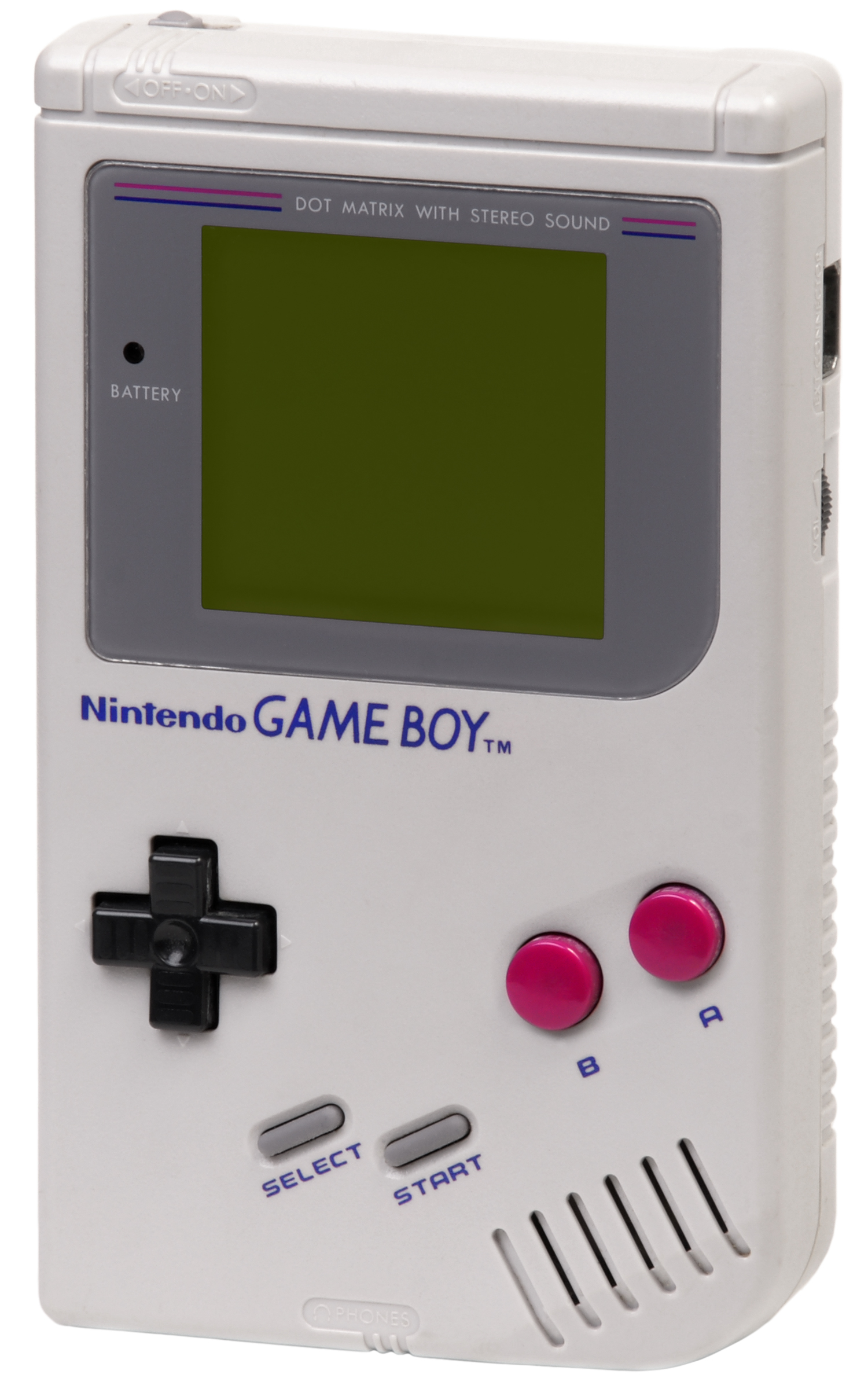
Game Boy.

Nintendo domineerde in 1989 ongeveer 80% van de gameindustrie en bracht  wereldwijd zijn nieuwe handheld-console uit: de Game Boy. Deze was goedkoop, woog niet veel en was een van de grootste successen van Nintendo. Nintendo en Atari raakten ook verwikkeld in een rechtszaak over Tetris, een spel ontwikkeld door een Russische mathematicus, ze hebben namelijk beide bijna exact hetzelfde spel gemaakt. Zelfs de naam is identiek. Nintendo won en Tetris werd gebruikt om de verkoop van de Game Boy te promoten.
1,5 miljoen mensen reserveerden de opvolger van de NES, de Super NES, en de Japanse lancering in november 1990 zorgde voor internationale belangstelling. Er raakte bekend dat er maar 300.000 op het moment beschikbaar waren, wat zorgde voor chaos en lange files. Duizenden mensen meldden zich ziek op het werk om zo snel mogelijk de nieuwe console aan te kunnen schaffen. Volgens de “Q”-ratings die peilen naar de populariteit van publieke figuren zoals politici en filmsterren, werd Mario door meer Amerikaanse kinderen herkend dan Mickey Mouse, een Amerikaans figuurtje. Nintendo haalde Toyota in als meest winstgevend bedrijf in Japan en werd Japans grootste exportproduct. Nintendo of America bracht de Super NES op de markt voor Kerstmis 1991.
In de volgende jaren bleven er vage aankondigingen komen over een nieuwe console die ze zouden uitgeven. Project Reality was de werktitel van de console. Het systeem zou in tegenstelling tot de concurrentie niet met cd-roms maar met cartridges werken. De naam werd later nog veranderd naar de Ultra 64. Op de eerste editie van de E3 in 1995 werd uit het niets nog een nieuwe console aangekondigd door Nintendo: de Virtual Boy. Deze console, die tegen het hoofd gezet wordt, zorgde met twee schermen, een voor elk oog, voor je stereoscopisch beeld. De console kwam later in datzelfde jaar uit, maar werd een commerciële flop. Ook werd op de E3 aangekondigd dat de Ultra 64 ergens in 1996 zal uitkomen. De rest van de E3 ging alleen over de Super NES, de Game Boy en de Virtual Boy. In november van dat jaar werd de uiteindelijke naam van de 64 bits, cartridge-based console uit de doeken gedaan, de Nintendo 64. Op 23 juni 1996 kwam de console uit in Japan.
Nintendo verkocht in 1996 zijn miljardste cartridge wereldwijd. De Nintendo 64 werd in dat jaar ook gelanceerd in de VS en de ondersteuning van de Virtual Boy werd stopgezet. Er werden maar twee games uitgebracht wanneer de N64 daar werd uitgebracht: Super Mario 64 en Pilotwings 64. Super Mario 64 werd meteen een hit. Niets kon echter het succes voorspellen van het spel dat Nintendo dat jaar uitgaf voor de Gameboy in Japan: Pokémon. Pokémon was ontwikkeld rond het concept dat mensen dingen zouden kunnen uitwisselen met elkaar via linkkabels. Daarom werden er tegelijkertijd twee versies op de markt gebracht, Pokémon Red en Pokémon Blue. Ruilen is de enige manier om alle Pokémon te verzamelen, daarom was de slagzin van de serie ook "Gotta catch 'em all!". Toen bleek dat de Pokémon-spellen echt een succes waren, werden er contracten gesloten met een animatiestudio voor een tekenfilmserie. Eerder was er al een 3D-computer-geanimeerde serie van het spel Donkey Kong Country uitgebracht, en Mario had een tijd lang zijn eigen live-action-tv-show. Pokémon werd de populairste televisieshow in Japan, speelkaarten en allerlei merchandise volgden snel en Pokémon werd een industrie op zich, goed voor miljarden dollars. Twee jaar later kwam Pokémon naar Amerika en Europa, en werd ook daar een rage, de kaarten, spellen en de televisieserie werden vlak na elkaar uitgebracht. In november bracht Nintendo de Game Boy Color uit.
In 2001 kwam de Gameboy Advance uit in Japan (maart) en de VS (juni), en bracht Nintendo de Nintendo GameCube uit in de VS. Deze laatste werd al snel ingehaald door de Playstation 2 van Sony en de Xbox van Microsoft. In 2004 bracht Nintendo een nieuw soort handheld op de markt; de Nintendo DS, die twee schermen heeft waarvan de onderste een touchscreen is. In juni 2006 werd de DS voorzien van een nieuw uiterlijk. De nieuwe versie wordt de Nintendo DS Lite genoemd en, behalve een kleiner formaat en minder gewicht, bevat hij ook beter verlichte schermen en een minder krachtige processor, deze extra kracht werd door geen enkel spel gebruikt. Met de in 2006 uitgebrachte Wii namen ze niet alleen de eerste plaats in ten opzichte van de opvolgers van de Playstation 2 en de Xbox, ze spraken met hun revolutionaire console ook een heel andere doelgroep aan: De mensen die eigenlijk geen computerspellen spelen. De Wii deed wat grafisch vermogen betreft onder voor de PS3 en de Xbox 360, maar de manier van spelen is voor het eerst in jaren grondig gewijzigd. Door de draadloze controller te bewegen, zorgt de speler ervoor dat de avatar op het scherm hetzelfde doet. Het spelen van videogames werd nu ook een fysieke activiteit. Er kwam een serie fitnessgames op de markt. In 2009 (april) werd de Nintendo DS-familie in Europa verder uitgebreid met de komst van de Nintendo DSi. Dit draagbare systeem bevat nieuwe camera- en geluidsfuncties. De Nintendo DS-familie werd in 2010 nog groter, met de release van de Nintendo DSi XL. Begin 2011 werd de Nintendo 3DS uitgebracht. De Nintendo 3DS XL, een verbeterde versie van de originele 3DS met grotere beeldschermen dan alle eerdere draagbare systemen van Nintendo, werd uitgebracht in 2012 (juni). Sinds eind 2011 brengt Nintendo meer informatie naar buiten over toekomstige spellen via een Nintendo Direct. In november 2012 werd het nieuwe systeem voor thuis uitgebracht: de Wii U. Op dit eerste HD-systeem van Nintendo hebben spelers de mogelijkheid om op twee schermen te spelen, door middel van het scherm van de Wii U GamePad. De Nintendo 2DS, een budget-versie van het 3DS-systeem waarop alle Nintendo 3DS-games alleen in 2D gespeeld kunnen worden, verscheen in oktober 2013 in de winkelrekken.
In 2015 kwamen ook de New Nintendo 3DS en New Nintendo 3DS XL uit.
Vanaf 2015 begon Nintendo aan te kondigen dat er een nieuwe console aan zou komen. Dit was vrij snel nadat de Wii U was uitgekomen in 2012. De codenaam "NX" werd gebruikt. In oktober 2016 kwamen de eerste beelden van de nieuwe console tevoorschijn, de Nintendo Switch. Deze console verscheen in maart 2017.

## Nintendo-systemen

### Handheld
| Jaar uitgave | Console          | Opmerkingen                                                                               |
| ------------ | ---------------- | ----------------------------------------------------------------------------------------- |
| 1980         | Game & Watch     |                                                                                           |
| 1989         | Game Boy         | 1996: Game Boy Pocket (Japan) 1998: Game Boy Light 1998: Game Boy Color                   |
| 2001         | Game Boy Advance | 2003: Game Boy Advance SP                                                                 |
| 2001         | Pokémon Mini     |                                                                                           |
| 2003         | Nintendo DS      | 2006: Nintendo DS Lite 2009: Nintendo DSi 2010: Nintendo DSi XL                           |
| 2011         | Nintendo 3DS     | 2012: Nintendo 3DS XL 2013: Nintendo 2DS 2014: New Nintendo 3DS 2014: New Nintendo 3DS XL |

### Console
| Jaar uitgave | Console                             | Opmerkingen |
| ------------ | ----------------------------------- | --- |
| 1977-1979    | Color TV-Game-serie                 | |
| 1985         | Nintendo Entertainment System       | In 2016 kwam de Nintendo Classic Mini: NES uit, deze bevat 30 spellen die worden geëmuleerd.                                           |
| 1990         | Super Nintendo Entertainment System | In 2017 kwam de Nintendo Classic Mini: SNES uit, deze bevat 21 spellen die worden geëmuleerd.                                          |
| 1995         | Virtual Boy                         | |
| 1996         | Nintendo 64                         | In 2003 kwam voor de Chinese markt de iQue uit. De console zelf heeft de vorm van een controller en wordt meteen aangesloten op de tv. |
| 2001         | GameCube                            | |
| 2006         | Wii                                 | In 2013 kwam in Europa de Wii Mini uit, een budgetversie van de oorspronkelijke Wii.                                                   |
| 2012         | Wii U                               | |

### Hybrid
| Jaar uitgave | Console           | Opmerkingen                                           |
| ------------ | ----------------- | ----------------------------------------------------- |
| 2017         | Nintendo Switch   | 2019: Nintendo Switch Lite 2021: Nintendo Switch OLED |
| 2025         | Nintendo Switch 2 |                                                       |

## Afdelingen

### First-party
- R&D 1: De oudste ontwikkelingsafdeling van Nintendo. Deze werd opgericht toen Nintendo zich richtte op de videogame-industrie. Deze afdeling werd nog geleid door Gunpei Yokoi.
- EAD: Deze afdeling is de grootste van Nintendo en staat onder leiding van Shigeru Miyamoto. Vooral bekend van games als Mario, The Legend of Zelda, Pikmin en Donkey Kong
- Intelligent Systems
- EAD Tokyo
- NST: Is een afdeling van Nintendo in de VS en maakt vooral games voor de Noord-Amerikaanse markt.
- Retro Studios: Vooral bekend van de Metroid Prime reeks.
- 1-UP Studio
- Monolith Soft: bekend van Baiten Katos, Disaster:day of crisis en Xenoblade Chronicles
- NDCube: bekend van Wii Party, Wii Party U, Mario Party 9, Mario Party: Island Tour en Mario Party 10

### Second-party
- HAL Laboratory: verantwoordelijk voor de franchise Kirby, de reeks van de Super Smash Bros., de reeks Eggerland (die ook als de Avonturen van reeks Lolo bekend wordt), en de ontwikkeling van de e-reader.
- Camelot: Vooral bekend door de Golden Sun-reeks en verschillende Mario-sportfranchises.
- Genius Sonority: werd opgericht om Pokémon-games voor consoles te maken.
- Creatures Inc.: is een speelgoedafdeling van Nintendo vooral bekend door hun Pokémon-speelgoed.
- AlphaDream: vooral bekend door de Mario & Luigi-RPG's.
- Game Freak: bekend van de Pokémon-games
- NOISE
- Voorheen ook Rare

## Sleutelfiguren bij Nintendo

### Directeurs
- Fusajiro Yamauchi - voormalig directeur van Nintendo (1889–1929)
- Sekiryo Kaneda - voormalig directeur van Nintendo (1929–1949)
- Hiroshi Yamauchi - voormalig directeur van Nintendo (1949–2002)
- Satoru Iwata - voormalig directeur van Nintendo (2002 - 2015)
- Tatsumi Kimishima - voormalig directeur van Nintendo (2015 - 2018)
- Shuntaro Furukawa - directeur van Nintendo (2018 - heden).[2]

### Ontwerpers en overige
- Gunpei Yokoi - bekendst als schepper van de Game Boy en de reeks Metroid.
- Koji Kondo - componist van muzieksporen in vele spellen van Nintendo, vrijwel elke ingang van de huisconsole van Super Mario en The Legend of Zelda.
- Shigeru Miyamoto - belangrijkste ontwerper van Nintendo en videogamesproducent. Grotendeels bekend door het creëren van veel van populairste spellen van Nintendo, onder andere Mario, Donkey Kong, Pikmin, en The Legend of Zelda. In 1998 was Miyamoto de eerste persoon die in de Academie van de Interactieve Zaal van Kunsten en van Wetenschappen van Bekendheid werd geïntroduceerd.
- Reggie Fils-Aimé - voormalig COO van Nintendo Amerika, goede vriend van Shigeru Miyamoto, het gezicht van Nintendo-Directs en E3 presentaties.

## Trivia
- Nintendo heeft tussen 2010 en 2015 een heruitgave van het Game & Watch-spel Ball via Club Nintendo verspreid.

## Series van Nintendo
Nintendo heeft vele verschillende series die hij produceert. De oudsten zijn Donkey Kong en Mario. Deze twee zijn in de tijd ook twee van de meest populaire series van Nintendo geworden. Mario is nu zelfs de mascotte van Nintendo. Andere series die afstammen uit het arcadetijdperk zijn Punch-Out!! en Balloon Fight. Een paar jaar later kwam ook The Legend of Zelda in beeld bij Nintendo. Deze serie werd een succes bij Nintendo. Zelfs zo'n succes, dat ze nu gemiddeld twee delen per console van Nintendo ontwikkelen.
In datzelfde jaar kwam ook Kid Icarus in de schijnwerpers te staan met een spel. De serie was niet zo bekend als The Legend of Zelda of Mario, maar kreeg wel een Game Boy-vervolg. Na twee decennia kreeg het spel nog een vervolg op de Nintendo 3DS, genaamd Kid Icarus: Uprising. Ook in het jaar van The Legend of Zelda en Kid Icarus kwam ook het eerste Metroid-spel uit. Metroid was bedoeld voor een iets oudere doelgroep dan Nintendo's andere games. Een tijdje later kwam Nintendo ook met andere series, zoals Kirby (platformspel), F-Zero (racespel), Fire Emblem (turn-based strategie), EarthBound (RPG), Pokémon (RPG), Star Fox (on-rail shooter) en Pilotwings (vliegsimulator).
Rond 2003 kwam Nintendo ook met verschillende simulatiespellen, als Animal Crossing, waarin men het dorpsleven simuleert, Nintendogs, waarin men honden en katten traint en Wii Fit, een fitnessspel waarin men kilocalorieën eraf kan trainen. Pikmin, Splatoon en Xenoblade zijn drie van Nintendo's nieuwste niet-casual spelseries.

## Websites
- Officiële website van Nintendo Nederland
- (fr) Officiële website van Nintendo België
- TSE: 7974